# Гулам Ісхак Хан
Гулам Ісхак Хан (нар. 1915 — 2006) — політичний і державний діяч держави Пакистан, її президент у 1988—1993 роках.

## Життєпис
Народився 20 січня 1915 року у ПЗПП. Здобув освіту хіміка в Пешаварському університеті. 1940 року розпочав роботу на державній службі. 1961 року став міністром водних і енергетичних ресурсів Західного Пакистану. 1966 року його було призначено секретарем фінансів у федеральному уряді. У роки правління Зульфікара Бгутто Гулам Хан очолював Центральний банк, іноді критикуючи прем'єр-міністра за популістську політику.
У лютому 1985 року був обраний керівником сенату, а після смерті Зія уль-Хака перебрав на себе повноваження тимчасового президента і організував парламентські вибори 16 листопада 1988 року, які були визнані світовою спільнотою демократичними. У грудні 1988 року його було обрано головою держави завдяки підтримці Партії пакистанського народу. На своїй посаді
запам'ятався складними відносинами з прем'єр-міністрами Бхутто і Шаріфом, внаслідок чого відправив обох політиків у відставку за прихованої підтримки генералітету. 1993 пішов з великої політики через погіршення здоров'я.
Помер 27 жовтня 2006 року у віці 91 року від туберкульозу.